# Plateumaris braccata
Plateumaris braccata är en skalbaggsart som först beskrevs av Giovanni Antonio Scopoli 1772.  Plateumaris braccata ingår i släktet Plateumaris, och familjen bladbaggar. Arten är reproducerande i Sverige.